# Selección de fútbol de Samoa
La selección de fútbol de Samoa es el equipo representativo del país en las competiciones oficiales. Su organización está a cargo de la Federación de Fútbol de Samoa, perteneciente a la OFC y a la FIFA. 
Jugó su primer partido en los Juegos del Pacífico Sur 1979, en el que cayó ante Wallis y Futuna por 3-1. Cuatro años después, como organizador de Apia 1983 alcanzó los octavos de final, lo que representa su mejor resultado en el torneo. En 2011 se erigió ganador de la clasificación a la Copa de las Naciones de la OFC 2012, lo que significó su primera participación en el certamen continental. Aun así, no logró sumar unidades tras perder frente a Tahití, Vanuatu y Nueva Caledonia. Repitió el logro en las eliminatorias para la edición de 2016, pero volvió a caer en sus tres presentaciones.

## Historia

### Inicios (1979-1993)
Aunque no había tomado en parte en las primeras cinco ediciones de los Juegos del Pacífico Sur, su proximidad geográfica con Fiyi, sede de Suva 1979, le permitió participar por primera vez. Perdió ambos partidos de la fase de grupos ante Wallis y Futuna por 3-1 y contra las Islas Salomón por 12-0. Cuatro años después, al ser organizador de Apia 1983, volvió a participar. Venció 3-1 a Samoa Americana, empató 3-3 con Tonga y cayó nuevamente ante Wallis y Futuna, pero los resultados le permitieron avanzar de ronda. En los cuartos de final, Tahití lo eliminó al ganarle 2-0.
Entre 1987 y 1988 disputó la clasificación oceánica a los Juegos Olímpicos. Fue derrotado 7-0 y 12-0 por Nueva Zelanda, mientras que Australia le ganó 5:0.

### Frustraciones regionales (1994-2010)
En 1994 jugó la primera edición de la Copa Polinesia, en donde venció a Samoa Americana, empató con Tonga y perdió con Tahití para terminar finalmente en la tercera posición. En 1998 volvió a ser tercero, quedando a un punto de las Islas Cook, segundo y clasificado a la Copa de las Naciones de la OFC. Repitió la posición en la edición 2000 al ganarle a Tonga y Samoa Americana, pero caer ante las Islas Cook y Tahití.
Tras cuatro torneos ausentes, volvió a disputar los Juegos del Pacífico Sur. En esta ocasión jugó en Apia 2007 por ser sede. Logró sumar seis unidades al batir nuevamente a Tonga y Samoa Americana, pero quedó eliminado al ser vencido por las Islas Salomón y Vanuatu.

### Las dos Copa de las Naciones de la OFC (2011-)
En 2011 acogió el torneo clasificatorio para la Copa de las Naciones de la OFC 2012. Allí venció 3-2 a las Islas Cook, empató 1-1 con Tonga y finalmente le ganó a Samoa Americana 1:0 para clasificar por primera vez en su historia al máximo certamen continental oceánico.
En el campeonato disputado en las Islas Salomón, fue emparejado en el grupo A junto con Tahití, Vanuatu y Nueva Caledonia. En su primer partido los tahitianos lo vencieron por 10-1, siendo este además el único partido en el que Samoa pudo convertir, ya que cayó ante los vanuatuenses por 5-0 y contra los neocaledonios por 9-0.
En las eliminatorias del torneo oceánico de 2016 venció 3-2 a Samoa Americana y perdió 1-0 ante las Islas Cook. En el último partido, el elenco samoano derrotó por 3-0 a Tonga y se vio beneficiado de la victoria samoamericana sobre la selección cookiana para obtener nuevamente el pasaje al certamen continental al superar por diferencia de goles a ambos equipos.
Ya en el torneo, que tuvo lugar en Papúa Nueva Guinea, el combinado samoano perdió 4-0 con Tahití, 7-0 con Nueva Caledonia y 8-0 con la selección local. Por ende, volvió a terminar en el último lugar de su grupo sin puntos, con 19 goles en contra y ninguno a favor.

## Últimos y próximos encuentros
Actualizado al último partido jugado el 18 de noviembre de 2024
| Fecha      | Ciudad    | Local         | Resultado | Visitante       | Competición                     |
| ---------- | --------- | ------------- | --------- | --------------- | ------------------------------- |
| 11-01-2024 | Nouméa    | Vanuatu       | 3:0       | Samoa           | Partido amistoso                |
| 20-03-2024 | Nukualofa | Tonga         | 1:4       | Samoa           | Clas. Copa Naciones OFC 2024    |
| 23-03-2024 | Nukualofa | Islas Cook    | 0:1       | Samoa           | Clas. Copa Naciones OFC 2024    |
| 16-06-2024 | Suva      | Tahití        | 2:0       | Samoa           | Copa de Naciones OFC 2024       |
| 19-06-2024 | Suva      | Fiyi          | 9:1       | Samoa           | Copa de Naciones OFC 2024       |
| 22-06-2024 | Suva      | Samoa         | 1:2       | Papúa N. Guinea | Copa de Naciones OFC 2024       |
| 05-09-2024 | Apia      | Samoa         | 2:0       | Samoa Americana | Clasificación Copa Mundial 2026 |
| 08-09-2024 | Apia      | Samoa         | 2:1       | Tonga           | Clasificación Copa Mundial 2026 |
| 12-10-2024 | Port Vila | Vanuatu       | 4:1       | Samoa           | Clasificación Copa Mundial 2026 |
| 14-11-2024 | Hamilton  | Tahití        | 3:0       | Samoa           | Clasificación Copa Mundial 2026 |
| 18-11-2024 | Auckland  | Nueva Zelanda | 8:0       | Samoa           | Clasificación Copa Mundial 2026 |

## Estadísticas

### Copa Mundial de Fútbol
| Copa Mundial de Fútbol | Copa Mundial de Fútbol  | Copa Mundial de Fútbol  | Copa Mundial de Fútbol  | Copa Mundial de Fútbol  | Copa Mundial de Fútbol  | Copa Mundial de Fútbol  | Copa Mundial de Fútbol  |
| Año                    | Ronda                   | J                       | G                       | E                       | P                       | GF                      | GC                      |
| ---------------------- | ----------------------- | ----------------------- | ----------------------- | ----------------------- | ----------------------- | ----------------------- | ----------------------- |
| 1930 - 1978            | No existía la selección | No existía la selección | No existía la selección | No existía la selección | No existía la selección | No existía la selección | No existía la selección |
| 1982 - 1990            | No participó            | No participó            | No participó            | No participó            | No participó            | No participó            | No participó            |
| 1994                   | Se retiró               | Se retiró               | Se retiró               | Se retiró               | Se retiró               | Se retiró               | Se retiró               |
| 1998                   | No clasificó            | No clasificó            | No clasificó            | No clasificó            | No clasificó            | No clasificó            | No clasificó            |
| 2002                   | No clasificó            | No clasificó            | No clasificó            | No clasificó            | No clasificó            | No clasificó            | No clasificó            |
| 2006                   | No clasificó            | No clasificó            | No clasificó            | No clasificó            | No clasificó            | No clasificó            | No clasificó            |
| 2010                   | No clasificó            | No clasificó            | No clasificó            | No clasificó            | No clasificó            | No clasificó            | No clasificó            |
| 2014                   | No clasificó            | No clasificó            | No clasificó            | No clasificó            | No clasificó            | No clasificó            | No clasificó            |
| 2018                   | No clasificó            | No clasificó            | No clasificó            | No clasificó            | No clasificó            | No clasificó            | No clasificó            |
| 2022                   | Se retiró               | Se retiró               | Se retiró               | Se retiró               | Se retiró               | Se retiró               | Se retiró               |
| 2026                   | No clasificó            | No clasificó            | No clasificó            | No clasificó            | No clasificó            | No clasificó            | No clasificó            |
| 2030                   | Por disputarse          | Por disputarse          | Por disputarse          | Por disputarse          | Por disputarse          | Por disputarse          | Por disputarse          |
| 2034                   | Por disputarse          | Por disputarse          | Por disputarse          | Por disputarse          | Por disputarse          | Por disputarse          | Por disputarse          |
| Total                  | 0/23                    | -                       | -                       | -                       | -                       | -                       | -                       |

### Copa de las Naciones de la OFC
| Copa de las Naciones de la OFC | Copa de las Naciones de la OFC | Copa de las Naciones de la OFC | Copa de las Naciones de la OFC | Copa de las Naciones de la OFC | Copa de las Naciones de la OFC | Copa de las Naciones de la OFC | Copa de las Naciones de la OFC |
| Año                            | Ronda                          | J                              | G                              | E                              | P                              | GF                             | GC                             |
| ------------------------------ | ------------------------------ | ------------------------------ | ------------------------------ | ------------------------------ | ------------------------------ | ------------------------------ | ------------------------------ |
| 1973                           | No existía la selección        | No existía la selección        | No existía la selección        | No existía la selección        | No existía la selección        | No existía la selección        | No existía la selección        |
| 1980                           | No participó                   | No participó                   | No participó                   | No participó                   | No participó                   | No participó                   | No participó                   |
| 1996                           | No clasificó                   | No clasificó                   | No clasificó                   | No clasificó                   | No clasificó                   | No clasificó                   | No clasificó                   |
| 1998                           | No clasificó                   | No clasificó                   | No clasificó                   | No clasificó                   | No clasificó                   | No clasificó                   | No clasificó                   |
| 2000                           | No clasificó                   | No clasificó                   | No clasificó                   | No clasificó                   | No clasificó                   | No clasificó                   | No clasificó                   |
| 2002                           | No clasificó                   | No clasificó                   | No clasificó                   | No clasificó                   | No clasificó                   | No clasificó                   | No clasificó                   |
| 2004                           | No clasificó                   | No clasificó                   | No clasificó                   | No clasificó                   | No clasificó                   | No clasificó                   | No clasificó                   |
| 2008                           | No clasificó                   | No clasificó                   | No clasificó                   | No clasificó                   | No clasificó                   | No clasificó                   | No clasificó                   |
| 2012                           | Primera ronda                  | 3                              | 0                              | 0                              | 3                              | 1                              | 24                             |
| 2016                           | Primera ronda                  | 3                              | 0                              | 0                              | 3                              | 0                              | 19                             |
| 2020                           | Cancelado                      | Cancelado                      | Cancelado                      | Cancelado                      | Cancelado                      | Cancelado                      | Cancelado                      |
| 2024                           | Primera ronda                  | 3                              | 0                              | 0                              | 3                              | 2                              | 13                             |
| Total                          | 3/11                           | 9                              | 0                              | 0                              | 9                              | 3                              | 56                             |

## Otros torneos

### Fútbol en los Juegos del Pacífico
| Fútbol en los Juegos del Pacífico | Fútbol en los Juegos del Pacífico | Fútbol en los Juegos del Pacífico | Fútbol en los Juegos del Pacífico | Fútbol en los Juegos del Pacífico | Fútbol en los Juegos del Pacífico | Fútbol en los Juegos del Pacífico | Fútbol en los Juegos del Pacífico |
| Año                               | Ronda                             | J                                 | G                                 | E                                 | P                                 | GF                                | GC                                |
| --------------------------------- | --------------------------------- | --------------------------------- | --------------------------------- | --------------------------------- | --------------------------------- | --------------------------------- | --------------------------------- |
| 1963 - 1975                       | No existía la selección           | No existía la selección           | No existía la selección           | No existía la selección           | No existía la selección           | No existía la selección           | No existía la selección           |
| 1979                              | Primera ronda                     | 3                                 | 0                                 | 0                                 | 3                                 | 3                                 | 19                                |
| 1983                              | Cuartos de final                  | 4                                 | 1                                 | 1                                 | 2                                 | 7                                 | 8                                 |
| 1987                              | No participó                      | No participó                      | No participó                      | No participó                      | No participó                      | No participó                      | No participó                      |
| 1991                              | No participó                      | No participó                      | No participó                      | No participó                      | No participó                      | No participó                      | No participó                      |
| 1995                              | No participó                      | No participó                      | No participó                      | No participó                      | No participó                      | No participó                      | No participó                      |
| 2003                              | No participó                      | No participó                      | No participó                      | No participó                      | No participó                      | No participó                      | No participó                      |
| 2007                              | Primera ronda                     | 4                                 | 2                                 | 0                                 | 2                                 | 9                                 | 8                                 |
| 2011                              | No participó                      | No participó                      | No participó                      | No participó                      | No participó                      | No participó                      | No participó                      |
| 2015                              | Disputado por selecciones sub-23  | Disputado por selecciones sub-23  | Disputado por selecciones sub-23  | Disputado por selecciones sub-23  | Disputado por selecciones sub-23  | Disputado por selecciones sub-23  | Disputado por selecciones sub-23  |
| 2019                              | Primera ronda                     | 4                                 | 1                                 | 0                                 | 3                                 | 3                                 | 22                                |
| 2023                              | Séptimo lugar                     | 4                                 | 2                                 | 0                                 | 2                                 | 14                                | 3                                 |
| Total                             | 5/16                              | 19                                | 6                                 | 1                                 | 12                                | 36                                | 60                                |

### Copa Polinesia
| Copa Polinesia | Copa Polinesia | Copa Polinesia | Copa Polinesia | Copa Polinesia | Copa Polinesia | Copa Polinesia | Copa Polinesia |
| Año            | Ronda          | J              | G              | E              | P              | GF             | GC             |
| -------------- | -------------- | -------------- | -------------- | -------------- | -------------- | -------------- | -------------- |
| 1994           | Tercer lugar   | 3              | 1              | 1              | 1              | 5              | 10             |
| 1998           | Tercer lugar   | 4              | 2              | 0              | 2              | 8              | 7              |
| 2000           | Tercer lugar   | 4              | 2              | 0              | 2              | 13             | 6              |
| Total          | 3/3            | 11             | 5              | 1              | 5              | 26             | 23             |

## Récord ante otras selecciones
Actualizado al 18 de noviembre de 2024.
| País                | J  | G  | E | P  | GF  | GC  | GD   |
| ------------------- | -- | -- | - | -- | --- | --- | ---- |
| Samoa Americana     | 12 | 12 | 0 | 0  | 56  | 5   | +51  |
| Australia           | 1  | 0  | 0 | 1  | 0   | 11  | −11  |
| China Taipéi        | 1  | 0  | 0 | 1  | 0   | 5   | −5   |
| Islas Cook          | 8  | 4  | 1 | 3  | 12  | 9   | +3   |
| Fiyi                | 6  | 0  | 0 | 6  | 3   | 31  | −29  |
| Guam                | 1  | 0  | 0 | 1  | 2   | 4   | −2   |
| Nueva Caledonia     | 4  | 0  | 0 | 4  | 0   | 29  | −29  |
| Nueva Zelanda       | 3  | 0  | 0 | 3  | 0   | 27  | −27  |
| Papúa Nueva Guinea  | 6  | 0  | 0 | 6  | 4   | 28  | −24  |
| Islas Salomón       | 4  | 0  | 0 | 4  | 0   | 21  | −21  |
| Tahití              | 10 | 0  | 0 | 10 | 4   | 51  | −47  |
| Tonga               | 13 | 8  | 3 | 2  | 27  | 11  | +16  |
| Tuvalu              | 1  | 0  | 0 | 1  | 0   | 3   | −3   |
| Vanuatu             | 7  | 0  | 0 | 7  | 2   | 43  | −41  |
| Wallis y Futuna     | 2  | 0  | 0 | 2  | 2   | 5   | −3   |
| Nva. Zelanda sub-23 | 1  | 0  | 0 | 1  | 1   | 5   | −4   |
| Total               | 80 | 24 | 4 | 52 | 113 | 288 | −175 |

## Futbolistas
Uno de los jugadores más destacados de la selección salomonense es Desmond Fa'aiuaso, quien llegó a jugar en clubes de la Polinesia Francesa y Nueva Zelanda. Por otra parte, Silao Malo fue uno de los artífices de la primera campaña continental de Samoa.

### Última convocatoria
| No. | Pos. | Jugador                | Fecha de nacimiento (edad)         | Apa. | Goles | Club                  |
| --- | ---- | ---------------------- | ---------------------------------- | ---- | ----- | --------------------- |
| 1   | POR  | Faalavelave Matagi     | 13 de marzo de 1997 (28 años)      | 7    | 0     | Lupe ole Soaga        |
| 23  | POR  | Eti Fatu               | 25 de febrero de 2001 (24 años)    | 0    | 0     | Vaivase-Tai           |
| 3   | DEF  | Tauati Tanoa'i         | 19 de abril de 1998 (27 años)      | 3    | 0     | Lupe ole Soaga        |
| 4   | DEF  | Kevin Daniells         | 19 de mayo de 1999 (26 años)       | 3    | 0     | Innisfall United      |
| 5   | DEF  | Faitalia Hamilton-Pama | 17 de mayo de 1993 (32 años)       | 6    | 1     | Central United        |
| 6   | DEF  | Andrew Setefano        | 10 de agosto de 1987 (37 años)     | 15   | 0     | Lupe ole Soaga        |
| 16  | DEF  | Harlen Russell         | 27 de marzo de 2000 (25 años)      | 2    | 0     | Glenfield Rovers      |
| 19  | DEF  | Sean Atherton          | 24 de septiembre de 1999 (25 años) | 3    | 0     | Oratia United         |
| 20  | DEF  | Lawrie Letutusa        | 11 de junio de 1993 (32 años)      | 5    | 0     | Lupe ole Soaga        |
| 22  | DEF  | Mattew Johnston        | 5 de noviembre de 1987 (37 años)   | 0    | 0     | Mount Albert-Ponsonby |
| 2   | MED  | Keone Kapisi           | 19 de abril de 1994 (31 años)      | 4    | 0     | BYU Cougars           |
| 8   | MED  | George Konusi          | 11 de enero de 1990 (35 años)      | 4    | 0     | Manukau City          |
| 9   | MED  | Vaa Taualai            | 4 de junio de 1998 (27 años)       | 2    | 0     | Lupe ole Soaga        |
| 12  | MED  | Mike Saofaiga          | 12 de enero de 1991 (34 años)      | 10   | 0     | Lepea                 |
| 13  | MED  | Willie Sauiluma        | 12 de julio de 2000 (24 años)      | 4    | 0     | Goulburn Valley Suns  |
| 14  | MED  | Darren Talilai         | 23 de octubre de 1995 (29 años)    | 1    | 0     | Vaitele Uta           |
| 18  | MED  | John Tumua Leo         | 15 de enero de 2003 (22 años)      | 0    | 0     | Lupe ole Soaga        |
| 21  | MED  | Ritchievoy Ueligitone  | 6 de julio de 1994 (30 años)       | 2    | 0     | Lupe ole Soaga        |
| 7   | DEL  | Lapalapa Toni          | 7 de abril de 1994 (31 años)       | 6    | 0     | Lupe ole Soaga        |
| 10  | DEL  | Andrew Mobberley       | 10 de marzo de 1992 (33 años)      | 10   | 2     | Greenhithe Catimba    |
| 11  | DEL  | Vito Laloata           | 15 de octubre de 1996 (28 años)    | 4    | 3     | Hekari United         |
| 15  | DEL  | Thomas Konusi          | 11 de junio de 1996 (29 años)      | 2    | 0     | Mount Albert-Ponsonby |
| 17  | DEL  | Jarvis Filimalae       | 20 de abril de 2003 (22 años)      | 2    | 0     | Lupe ole Soaga        |

### Más Apariciones
| # | Nombre            | Apariciones | Goles | Periodo       |
| - | ----------------- | ----------- | ----- | ------------- |
| 1 | Andrew Setefano   | 27          | 0     | 2011–presente |
| 2 | Desmond Fa'aiuaso | 20          | 9     | 2001–2016     |
| 3 | Filipo Bureta     | 14          | 0     | 2001–2016     |
| 3 | Lionel Taylor     | 14          | 1     | 2004–2016     |
| 5 | Junior Michael    | 13          | 5     | 1996–2007     |
| 6 | Silao Malo        | 12          | 2     | 2011–2016     |
| 6 | Jarrell Sale      | 12          | 0     | 2007–2015     |
| 6 | Mike Saofaiga     | 12          | 0     | 2011–2019     |
| 6 | Luke Tolo Kent    | 12          | 0     | 2023–presente |
| 6 | Dauntae Mariner   | 12          | 0     | 2023–presente |
| 6 | Luke Salisbury    | 12          | 2     | 2023–presente |

### Más Goles
| # | Nombre            | Goles | Apariciones | Promedio | Periodo       |
| - | ----------------- | ----- | ----------- | -------- | ------------- |
| 1 | Desmond Fa'aiuaso | 9     | 20          | 0.45     | 2001–2016     |
| 2 | Michael Tumua Leo | 5     | 6           | 0.83     | 2023–presente |
| 2 | Junior Michael    | 5     | 13          | 0.38     | 1996–2007     |
| 4 | Dilo Tumua        | 4     | 7           | 0.57     | 2023–presente |
| 5 | Tama Fasavalu     | 3     | 4           | 0.75     | 2002–2004     |
| 5 | Vito Laloata      | 3     | 4           | 0.75     | 2015–2019     |
| 5 | Nathan Viliamu    | 3     | 6           | 0.5      | 2024–presente |
| 5 | Pualele Lemana    | 3     | 11          | 0.27     | 2001–2004     |

## Entrenadores
- Terry Epa (1996 - 2001)
- Víctor Fernández (2001 – 2002)
- Malo Vaga (2002)
- Rudi Gutendorf (2003)
- David Brand (2004 – 2007)
- Falevi Umutaua (2007 - 2011)
- Tunoa Lui (2011 - 2012)
- Malo Vaga (2012 - 2014)
- Phineas Young (2014 - 2016)[3]
- Scott Easthorpe (2016 - 2017)
- Paul Ualesi (2017 - 2021)
- Matt Calcott (2021 - 2022)
- Ryan Stewart (2023-presente)

## Palmarés
- Copa Polinesia:
  -  Tercer lugar (3): 1994, 1998 y 2000